# 滨蛇床
滨蛇床（学名：Cnidium japonicum）是伞形科蛇床属的植物。分布于朝鲜、日本以及中国大陆的辽宁等地，生长于海拔100米的地区，多生长在海滨，目前尚未由人工引种栽培。
其种加词“japonicum”意为“日本的”。